# Attenzione!
Attenzione! è stato un programma televisivo in onda su Napoli Canale 21 tra il 1982 ed il 1983, con Maurizio Costanzo.

## Il programma
La trasmissione era un talk show in onda su Napoli Canale 21 nella stagione televisiva 1982-1983 la domenica sera alle 22:30.
La prima puntata è andata in onda il 16 settembre 1982.
L'archivio del canale televisivo ha pubblicato la puntata del 8 maggio 1983, che vide tra gli ospiti l'attore Nino Taranto e la cantante Mirna Doris.
Il sottotitolo era "Problemi della Campania e di chi vi abita".